# اسکار پلاتنر
اسکار پلاتنر (انگلیسی: Oscar Plattner; ۱۷ فوریهٔ ۱۹۲۲ – ۲۱ اوت ۲۰۰۲) دوچرخه‌سوار اهل سوئیس بود.
وی در مسابقات کشوری و بین‌المللی در مجموع برندهٔ ۲ مدال طلا، ۲ مدال نقره، ۲ مدال برنز شده‌است.